# Epirrhema
Das Epirrhema (griechisch, Zu-, Nachwort, auch: das Dazugesprochene) ist ein Bestandteil griechisch-antiker Theater-Dramaturgie.
Es findet beispielsweise in der alten attischen Komödie von Aristophanes Verwendung, nämlich in der sogenannten epirrhematischen Komposition im zweiten Teil der Parabase. Hier trägt der altgriechische Theaterchor eine Liedstrophe (die Ode) vor. Auf diese folgt das Epirrhema, eine Rezitation in trochäischen Tetrametern. Diese Kombination wiederholt sich in Antode und Antepirrhema, den jeweiligen Gegenstücken zu Ode und Epirrhema, und bildet so einen Dialog.
Die Lieder waren meistens Hymnen an die Götter. Das Epirrhema enthielt Spott oder preisende Beschreibungen.
„Epirrhema“ nennt Goethe eines seiner Gedichte über die Naturbetrachtung.
Dieser Artikel basiert auf einem gemeinfreien Text aus Meyers Konversations-Lexikon, 4. Auflage von 1888 bis 1890.